# DRG E19 sorozat
A német 1'Do'1' tengelyelrendezésű DB 119 sorozat (eredetileg DRG E19 sorozat) a DRG, majd a DB leggyorsabb villamosmozdony-sorozata volt. Legnagyobb sebessége 180 km/h volt és abban a korszakban a világ legerősebb nem osztott főkerettel rendelkező mozdonya volt. 1975 és 1978 között selejtezték.
A Deutsche Reichsbahn Gesellschaft (DRG) 1937-ben egy 180 km/h sebességű mozdonyt keresett a Berlin-Halle-München útvonalra, ezért 2-2 darab mozdonyt rendeltek az AEG és a Siemens / Henschel gyáraktól. Az AEG mozdonyok az E19 01 és E19 02, a Siemens / Henschel mozdonyok az E19 11 és E19 12 pályaszámokat kapták. Mindkettő sorozat a DRG E 18 sorozat továbbfejlesztése volt. A hajtást megerősítették, az E19.1 sorozat pedig magasabb tetőfelépítménnyel rendelkezett, amely alá elhelyezték az ellenállásos villamosféket is.
Az E19 01 mozdonyt 1938-ban mutatták be a nyilvánosságnak, vörös festésben. A kísérleti menetek után a 4 darab E19-es mozdonyt 1939 és 1940 között helyezték üzembe. A második világháború kitörése azonban megakadályozta a további mozdonyok építését.
Németország megosztása után az újonnan alakult Deutsche Bundesbahn mind a négy mozdonyt átvette, a maximális sebességet 140 km-h-ra csökkentette, a festést zöldre változtatta. A mozdonyok Nürnbergbe kerültek. Általában Nürnberg és az NDK-beli Probstzella, illetve Nürnberg és Regensburg között közlekedtek. Az utolsó E19-es mozdonyt, a 119 002 mozdonyt 1978. január 26-án selejtezték. Megmaradt az utókornak az E19 01 és az E19 12. Az E19 01 a berlini Technikai Múzeumban látható vörös festésben, az E19 12 pedig a nürnbergi közlekedési múzeumban van kiállítva ugyancsak vörös festésben.  A másik kettő mozdonyt Münchenben szétvágták.

## Galéria

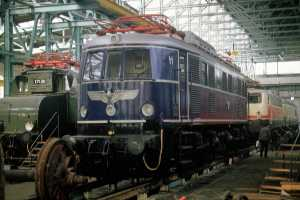
E19 12 kék színben
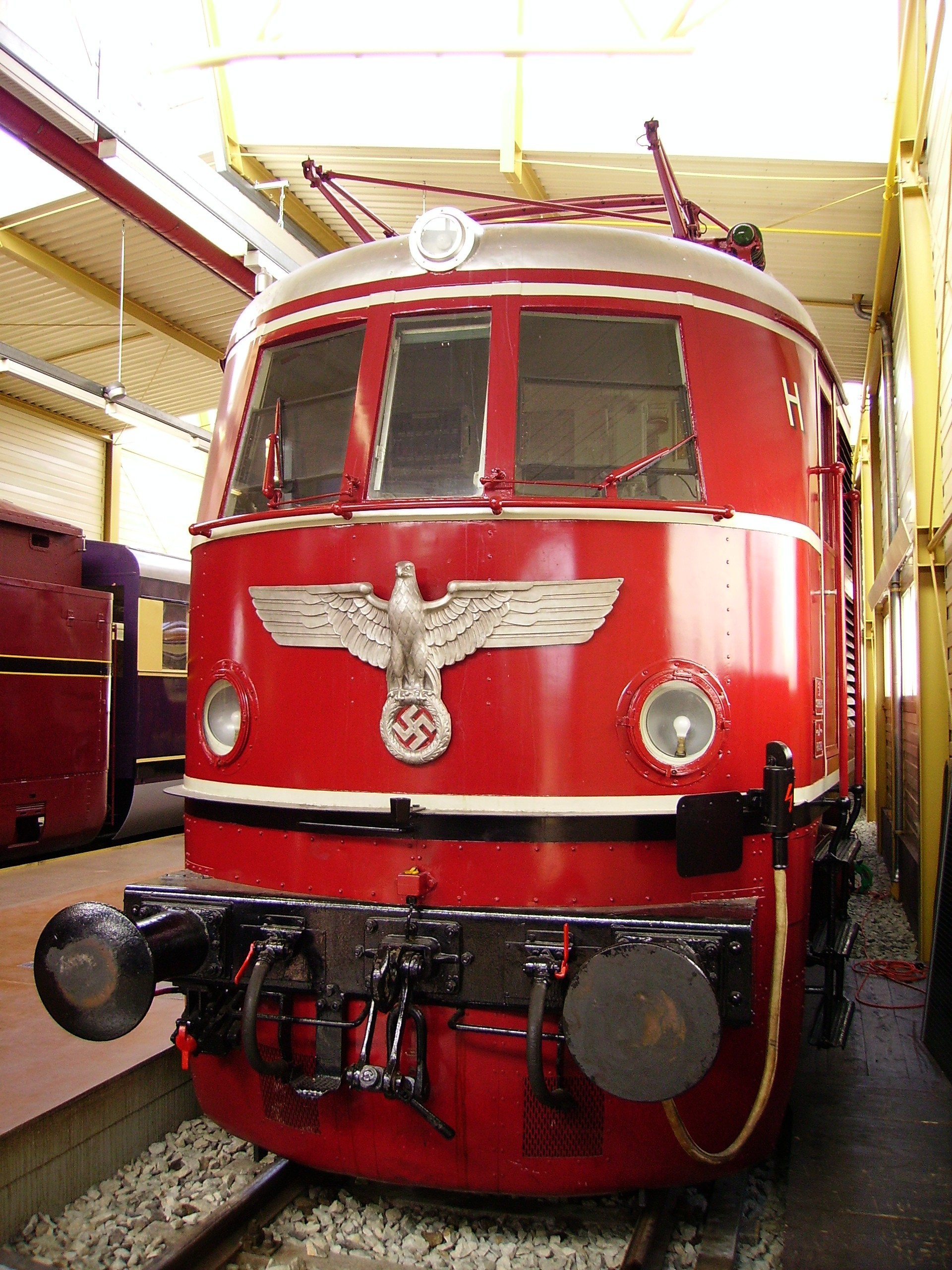
E19 12 vörös színben